# Bisdom Mahenge
Het bisdom Mahenge (Latijn: Dioecesis Mahengensis) is een rooms-katholiek bisdom met als zetel Mahenge in Tanzania. Het is een suffragaan bisdom van het aartsbisdom Dar es Salaam. Het bisdom werd opgericht in 1964.
In 2019 telde het bisdom 31 parochies. Het bisdom heeft een oppervlakte van 25.253 km² en telde in 2019 354.000 inwoners waarvan 68,2% rooms-katholiek was. 

## Bisschoppen
- Elias Mchonde (1964-1969)
- Nikasius Kipengele (1970-1971)
- Patrick Iteka (1973-1993)
- Agapiti Ndorobo (1995-)